# Australian Open 2009
Die 97. Australian Open fanden vom 19. Januar bis zum 1. Februar 2009 in Melbourne statt.
Titelverteidiger im Einzel waren Novak Đoković bei den Herren und Marija Scharapowa bei den Damen. Im Herrendoppel waren dies Jonathan Erlich und Andy Ram und im Damendoppel die Schwestern Aljona und Kateryna Bondarenko. Titelverteidiger im Mixed waren Tiantian Sun und Nenad Zimonjić.

## Herreneinzel
Setzliste
| Nr. | Spieler               | Erreichte Runde |
| --- | --------------------- | --------------- |
| 01. | Rafael Nadal          | Sieg            |
| 02. | Roger Federer         | Finale          |
| 03. | Novak Đoković         | Viertelfinale   |
| 04. | Andy Murray           | Achtelfinale    |
| 05. | Jo-Wilfried Tsonga    | Viertelfinale   |
| 06. | Gilles Simon          | Viertelfinale   |
| 07. | Andy Roddick          | Halbfinale      |
| 08. | Juan Martín del Potro | Viertelfinale   |
| 09. | James Blake           | Achtelfinale    |
| 10. | David Nalbandian      | 2. Runde        |
| 11. | David Ferrer          | 3. Runde        |
| 12. | Gaël Monfils          | Achtelfinale    |
| 13. | Fernando González     | Achtelfinale    |
| 14. | Fernando Verdasco     | Halbfinale      |
| 15. | Stanislas Wawrinka    | 3. Runde        |
| 16. | Robin Söderling       | 2. Runde        |

| Nr. | Spieler               | Erreichte Runde |
| --- | --------------------- | --------------- |
| 17. | Nicolás Almagro       | 3. Runde        |
| 18. | Igor Andrejew         | 3. Runde        |
| 19. | Marin Čilić           | Achtelfinale    |
| 20. | Tomáš Berdych         | Achtelfinale    |
| 21. | Tommy Robredo         | Achtelfinale    |
| 22. | Radek Štěpánek        | 3. Runde        |
| 23. | Mardy Fish            | 3. Runde        |
| 24. | Richard Gasquet       | 3. Runde        |
| 25. | Ivo Karlović          | 2. Runde        |
| 26. | Marat Safin           | 3. Runde        |
| 27. | Feliciano López       | 1. Runde        |
| 28. | Paul-Henri Mathieu    | 2. Runde        |
| 29. | Dmitri Tursunow       | 1. Runde        |
| 30. | Rainer Schüttler      | 1. Runde        |
| 31. | Jürgen Melzer         | 3. Runde        |
| 32. | Philipp Kohlschreiber | 2. Runde        |

## Dameneinzel
Setzliste
| Nr. | Spielerin           | Erreichte Runde |
| --- | ------------------- | --------------- |
| 01. | Jelena Janković     | Achtelfinale    |
| 02. | Serena Williams     | Sieg            |
| 03. | Dinara Safina       | Finale          |
| 04. | Jelena Dementjewa   | Halbfinale      |
| 05. | Ana Ivanović        | 3. Runde        |
| 06. | Venus Williams      | 2. Runde        |
| 07. | Wera Swonarjowa     | Halbfinale      |
| 08. | Swetlana Kusnezowa  | Viertelfinale   |
| 09. | Agnieszka Radwańska | 1. Runde        |
| 10. | Nadja Petrowa       | Achtelfinale    |
| 11. | Caroline Wozniacki  | 3. Runde        |
| 12. | Flavia Pennetta     | 3. Runde        |
| 13. | Wiktoryja Asaranka  | Achtelfinale    |
| 14. | Patty Schnyder      | 2. Runde        |
| 15. | Alizé Cornet        | Achtelfinale    |
| 16. | Marion Bartoli      | Viertelfinale   |

| Nr. | Spielerin               | Erreichte Runde |
| --- | ----------------------- | --------------- |
| 17. | Anna Tschakwetadse      | 2. Runde        |
| 18. | Dominika Cibulková      | Achtelfinale    |
| 19. | Daniela Hantuchová      | 3. Runde        |
| 20. | Amélie Mauresmo         | 3. Runde        |
| 21. | Anabel Medina Garrigues | Achtelfinale    |
| 22. | Zheng Jie               | Achtelfinale    |
| 23. | Ágnes Szávay            | 1. Runde        |
| 24. | Sybille Bammer          | 1. Runde        |
| 25. | Kaia Kanepi             | 3. Runde        |
| 26. | Ai Sugiyama             | 3. Runde        |
| 27. | Marija Kirilenko        | 1. Runde        |
| 28. | Francesca Schiavone     | 1. Runde        |
| 29. | Alissa Kleibanowa       | Achtelfinale    |
| 30. | Aleksandra Wozniak      | 1. Runde        |
| 31. | Aljona Bondarenko       | 3. Runde        |
| 32. | Tamarine Tanasugarn     | 1. Runde        |

## Herrendoppel
Setzliste
| Nr. | Paarung                              | Erreichte Runde |
| --- | ------------------------------------ | --------------- |
| 01. | Daniel Nestor Nenad Zimonjić         | 2. Runde        |
| 02. | Bob Bryan Mike Bryan                 | Sieg            |
| 03. | Mahesh Bhupathi Mark Knowles         | Finale          |
| 04. | Lukáš Dlouhý Leander Paes            | Halbfinale      |
| 05. | Jeff Coetzee Wesley Moodie           | 2. Runde        |
| 06. | Mariusz Fyrstenberg Marcin Matkowski | Viertelfinale   |
| 07. | Bruno Soares Kevin Ullyett           | Achtelfinale    |
| 08. | Marcelo Melo André Sá                | 2. Runde        |

| Nr. | Paarung                          | Erreichte Runde |
| --- | -------------------------------- | --------------- |
| 09. | Maks Mirny Andy Ram              | 2. Runde        |
| 10. | Simon Aspelin Pavel Vízner       | 1. Runde        |
| 11. | Martin Damm Robert Lindstedt     | 2. Runde        |
| 12. | Arnaud Clément Marc Gicquel      | 1. Runde        |
| 13. | Christopher Kas Rogier Wassen    | 2. Runde        |
| 14. | František Čermák Michal Mertiňák | 2. Runde        |
| 15. | Travis Parrott Filip Polášek     | 2. Runde        |
| 16. | Eric Butorac Jamie Murray        | 1. Runde        |

## Damendoppel
Setzliste
| Nr. | Paarung                                        | Erreichte Runde |
| --- | ---------------------------------------------- | --------------- |
| 01. | Cara Black Liezel Huber                        | Viertelfinale   |
| 02. | Anabel Medina Garrigues Virginia Ruano Pascual | Achtelfinale    |
| 03. | Květa Peschke Lisa Raymond                     | Achtelfinale    |
| 04. | Aljona Bondarenko Kateryna Bondarenko          | 1. Runde        |
| 05. | Samantha Stosur Rennae Stubbs                  | Achtelfinale    |
| 06. | Yan Zi Zheng Jie                               | Achtelfinale    |
| 07. | Marija Kirilenko Flavia Pennetta               | Achtelfinale    |
| 08. | Chuang Chia-jung Sun Tiantian                  | 1. Runde        |

| Nr. | Paarung                                            | Erreichte Runde |
| --- | -------------------------------------------------- | --------------- |
| 09. | Daniela Hantuchová Ai Sugiyama                     | Finale          |
| 10. | Serena Williams Venus Williams                     | Sieg            |
| 11. | Nuria Llagostera Vives María José Martínez Sánchez | Viertelfinale   |
| 12. | Casey Dellacqua Francesca Schiavone                | Halbfinale      |
| 13. | Wiktoryja Asaranka Wera Swonarjowa                 | Achtelfinale    |
| 14. | Sorana Cîrstea Monica Niculescu                    | 2. Runde        |
| 15. | Tazzjana Putschak Anastassija Rodionova            | 2. Runde        |
| 16. | Hsieh Su-wei Peng Shuai                            | Viertelfinale   |

## Mixed
Setzliste
| Nr. | Paarung                       | Erreichte Runde |
| --- | ----------------------------- | --------------- |
| 01. | Cara Black Leander Paes       | Achtelfinale    |
| 02. | Yan Zi Mark Knowles           | Achtelfinale    |
| 03. | Lisa Raymond Marcin Matkowski | 1. Runde        |
| 04. | Liezel Huber Jamie Murray     | Achtelfinale    |

| Nr. | Paarung                               | Erreichte Runde |
| --- | ------------------------------------- | --------------- |
| 05. | Alona Bondarenko André Sá             | 1. Runde        |
| 06. | Květa Peschke Pavel Vízner            | 1. Runde        |
| 07. | Anabel Medina Garrigues Tommy Robredo | Halbfinale      |
| 08. | Kateryna Bondarenko Jordan Kerr       | 1. Runde        |

## Junioreneinzel
Setzliste
| Nr. | Spieler             | Erreichte Runde |
| --- | ------------------- | --------------- |
| 01. | Yuki Bhambri        | Sieg            |
| 02. | Julen Urigüen       | Halbfinale      |
| 03. | Marin Draganja      | 1. Runde        |
| 04. | Pablo Carreño Busta | 1. Runde        |
| 05. | Julien Obry         | Viertelfinale   |
| 06. | James Duckworth     | Achtelfinale    |
| 07. | Adrien Puget        | Halbfinale      |
| 08. | Huang Liang-chi     | 1. Runde        |

| Nr. | Spieler               | Erreichte Runde |
| --- | --------------------- | --------------- |
| 09. | Hiroyasu Ehara        | 1. Runde        |
| 10. | Francis Alcantara     | 1. Runde        |
| 11. | Carlos Boluda Purkiss | 2. Runde        |
| 12. | Nicolaas Scholtz      | 1. Runde        |
| 13. | Dino Marcan           | Achtelfinale    |
| 14. | Shūichi Sekiguchi     | 2. Runde        |
| 15. | Hsieh Cheng-peng      | Viertelfinale   |
| 16. | Karim-Mohamed Maamoun | 1. Runde        |

## Juniorinneneinzel
Setzliste
| Nr. | Spielerin               | Erreichte Runde |
| --- | ----------------------- | --------------- |
| 01. | Noppawan Lertcheewakarn | Halbfinale      |
| 02. | Ana Bogdan              | Halbfinale      |
| 03. | Xenija Perwak           | Sieg            |
| 04. | Elena Bogdan            | Viertelfinale   |
| 05. | Laura Robson            | Finale          |
| 06. | Ajla Tomljanović        | 1. Runde        |
| 07. | Kristina Mladenovic     | Viertelfinale   |
| 08. | Lauren Embree           | Achtelfinale    |

| Nr. | Spielerin         | Erreichte Runde |
| --- | ----------------- | --------------- |
| 09. | Heather Watson    | Viertelfinale   |
| 10. | Aki Yamasoto      | 2. Runde        |
| 11. | Sarina Dijas      | 1. Runde        |
| 12. | Linda Berlinecke  | 1. Runde        |
| 13. | Jana Butschina    | Achtelfinale    |
| 14. | Ksenija Kirillowa | Achtelfinale    |
| 15. | Beatrice Gumulya  | Achtelfinale    |
| 16. | Nadija Kitschenok | 1. Runde        |

## Juniorendoppel
Setzliste
| Nr. | Paarung                                   | Erreichte Runde |
| --- | ----------------------------------------- | --------------- |
| 01. | Yuki Bhambri Huang Liang-chi              | Halbfinale      |
| 02. | Marin Draganja Dino Marcan                | Viertelfinale   |
| 03. | Carlos Boluda Purkiss Pablo Carreño Busta | 1. Runde        |
| 04. | Harry Fowler Julen Urigüen                | 1. Runde        |

| Nr. | Paarung                              | Erreichte Runde |
| --- | ------------------------------------ | --------------- |
| 05. | Julien Obry Adrien Puget             | Viertelfinale   |
| 06. | Hiroyasu Ehara Shūichi Sekiguchi     | 1. Runde        |
| 07. | Francis Alcantara Hsieh Cheng-peng   | Sieg            |
| 08. | Miguel Almeida Karim-Mohamed Maamoun | 1. Runde        |

## Juniorinnendoppel
Setzliste
| Nr. | Paarung                                  | Erreichte Runde |
| --- | ---------------------------------------- | --------------- |
| 01. | Elena Bogdan Kristina Mladenovic         | Viertelfinale   |
| 02. | Beatrice Gumulya Noppawan Lertcheewakarn | Halbfinale      |
| 03. | Ana Bogdan Alexandra Cercone             | Achtelfinale    |
| 04. | Ksenija Kirillowa Xenija Perwak          | Viertelfinale   |

| Nr. | Paarung                           | Erreichte Runde |
| --- | --------------------------------- | --------------- |
| 05. | Hanna Orlik Laura Robson          | Viertelfinale   |
| 06. | Christina McHale Ajla Tomljanović | Sieg            |
| 07. | Jana Butschina Heather Watson     | 1. Runde        |
| 08. | Beatrice Capra Lauren Embree      | 1. Runde        |

## Herreneinzel-Rollstuhl
Setzliste
| Nr. | Spieler         | Erreichte Runde |
| --- | --------------- | --------------- |
| 01. | Shingo Kunieda  | Sieg            |
| 02. | Robin Ammerlaan | Erste Runde     |

## Dameneinzel-Rollstuhl
Setzliste
| Nr. | Spielerin      | Erreichte Runde |
| --- | -------------- | --------------- |
| 01. | Esther Vergeer | Sieg            |
| 02. | Korie Homan    | Finale          |

## Herrendoppel-Rollstuhl
Setzliste
| Nr. | Paarung                           | Erreichte Runde |
| --- | --------------------------------- | --------------- |
| 01. | Stéphane Houdet Michaël Jeremiasz | Halbfinale      |
| 02. | Robin Ammerlaan Shingo Kunieda    | Sieg            |

## Damendoppel-Rollstuhl
Setzliste
| Nr. | Paarung                             | Erreichte Runde |
| --- | ----------------------------------- | --------------- |
| 01. | Korie Homan Esther Vergeer          | Sieg            |
| 02. | Florence Gravellier Jiske Griffioen | Halbfinale      |